# Wiesława Gutowska
Wiesława Siemianowska, z domu Gutowska (ur. 10 grudnia 1952 w Łodzi) – polska aktorka teatralna i filmowa, piosenkarka.

## Kariera
W 1975 ukończyła Studium Sztuki Estradowej w Łodzi. W tym samym roku rozpoczęła również pracę w Teatrze Rampa na Targówku, w którym pracowała do 1985 roku. Jej debiut filmowy miał miejsce w 1976 w filmie Bezkresne łąki. Jako piosenkarka zaistniała w 1984 piosenką Lato raz, która doczekała się teledysku w programie Telewizyjna lista przebojów. Nagrała kilka piosenek do tekstów Anny Wareckiej, które zostały umieszczone na płytach: Rzeka wspomnień – piosenki Anny Wareckiej, oraz Bilet do radości – Anny Wareckiej piosenki o miłości w 2002 roku. Pod koniec lat 90. XX wieku powróciła do aktorstwa po kilkunastoletniej przerwie, grając głównie w serialach role epizodyczne. W 2022 wyjechała do Hiszpanii.